# NetSecL
NetSecL (ранее — ISlack) — дистрибутив Linux, ориентированный на специалистов в области компьютерной безопасности, разрабатываемый болгарскими инженерами Юрием Станчевым и Миленом Александровым.
Использует GrSecurity и защиту от срыва gcc-стека по умолчанию и предоставляет широкий спектр средств шифрования (GnuTLS, OpenPGP, CyrusSASL, Kerberos) и сканирования удалённых машин(Nessus, Amap, Nmap, PADS, Dsniff, Ettercap и TripWire).
Изначально базировался на Slackware, впоследствии стал основываться на SuSE и собираться средствами SuSE Studio.